# Храброво (аерогара)
Вижте пояснителната страница за други значения на Храброво.
Хра́брово (на английски: Khrabrovo; на немски: Powunden) – международно летище, разположено на 24 километра северно от Калининград, което е съседно с едноименното селище. Оборудвано с една писта 06/24 клас, която има дължина 2500 м и широчина 60 м. Покритието — бетон, което позволява приземяване на самолети Ан-24, Ту-134, Ту-154, Як-40, Як-42, Боинг 737 с максимален товар 100 тона.

## История
- 1945 – Цялото имущество преминава в собственост на гражданската авиация на СССР
- 1961 – Сформирана е обединена авиационна ескадрила на базата на летището и авиокомпанията
- 1977 – Започва експлоатация на самолети Ту-134
- 1979 – В Храброво е построен пасажерски терминал
- 1988 – Започва експлоатация на самолети Ту-154
- 1992 – Предприятието се отделя от Внуковското производствено обединение на гражданската авиация, което става самостоятелно Федерално държавно единно предприятие (Федеральное государственное унитарное предприятие).
- 1993 – Първите редовни международни пътешествия от Храброво. Придобити са два самолета Ту-154
- 1997 – Авиокомпанията е преименувана в „Калининградавиа“
- Април 2001 – Банкрут
- 2002 – Изменение на формата и структурата на собственост. Летището и авиокомпанията са преобразувани в Акционерно дружество
- Юли 2004 – Започва работа във връзка със строителството на нов пасажерски терминал
- Октомври 2004 – Начало реконструкция авиописта, която укрепва лицевата част на летището, навигационното оборудване
- Януари 2005 – Наземен транзит чрез Литва е достъпен на руските граждани със задгранични паспорти.
- Юни 2005 – Изкаран от поддръжка последния граждански самолет. Авиокомпанията е преименувана в „КД Авиа“
- Август 2007 – В експлоатация са 14 самолета Боинг 737 – 300, въведена е експлоатация на първата завъртане на новия летищен комплекс в аеродрума „Храброво“, пропускателна способност 3 000 000 пасажери годишно.

Брой на превозваните пасажери, които постепенно се увеличават. Ръст на пасажерите продължава с въвеждането на новите дестинации:
- 2002 – 163.000
- 2003 – 115.000
- 2004 – 209.000
- 2005 – 311.000
- 2006 – 583.720
- 2007 – 1098.000

## Линии

### Международни линии
в Астана, Барселона, Берлин, Брест, Варшава, Виена, Хановер, Гомел, Гродно, Дюселдорф, Киев, Копенхаген, Лондон, Милано, Минск, Мюнхен, Одеса, Париж, Прага, Рига, Рим, Тел Авив.

### Руски линии
в Москва, Санкт Петербург, Волгоград, Казан, Краснодар, Нижни Новгород, Омск, Перм, Ростов на Дон, Самара, Уфа, Челябинск.

## Авиокомпании
В аеродрума работят следните авиокомпании:
- Авиационни линии Кубани (Русия)
- Аерофлот (Аэрофлот) (Русия)
- airBaltic (Латвия)
- Белавиа (Беларус)
- Гомелавиа (Беларус)
- КД авиа (Русия)
- LOT (Полша)
- ГТК „Россия“ (Русия)
- SkyExpress (Скайекспрес) (Русия)
- UTair (Русия)

## Топографически карти
- Лист от карта N-34-IX Калининград. Мащаб: 1 : 200 000. Състояние на местността към 1984 год. Издание 1988 г.